# Čučkař
Čučkař je výraz, který prezident Miloš Zeman použil při hodnocení práce Bezpečnostní informační služby v období let 2013 - 2018. Uváděl, že BIS ho šest let varovala před ruskými a čínskými špiony, ale nezadržela ani jednoho. Slovo čučkař zaznělo 6. prosince 2018 v Zemanově pořadu "Týden s prezidentem" v TV Barrandov.

## Zeman jako bezpečnostní riziko
Zemanova kritika byla odsouzena bezpečnostními experty jako pozvání agentů s ujištěním, že jim nic nehrozí. Předseda výboru pro zahraniční věci, obranu a bezpečnost Senátu ČR Pavel Fischer považoval slova prezidenta Zemana za zpochybnění zahraničněpolitického a bezpečnostního ukotvení České republiky. Předseda Senátu Miloš Vystrčil odsoudil ohrožování činnosti bezpečnostních služeb jako ohrožení svobody v České republice.

## Původ slova
Výraz „čučka“ pro čočku se používal v okolí Uherského Hradiště. Za čučkaře zde byli označováni obyvatelé obce Boršice, kteří pěstovali čočku a byli považováni za méně majetné. Označují se jím lidé neschopní a neobratní či méně podnikatelsky odvážní. V kriminálnickém slangu pak má slovo významy odvozené od „čučení“, popřípadě od čočky jako optického zařízení: označují se tak voyeuři, popřípadě dozorci neboli bachaři ve věznici.V hantecu se používá výraz „hodit čučku“ ve smyslu podívat se, zkontrolovat.

## Nářeční významy
Podle akademického slovníku nářeční češtiny označuje slovo na Uherskohradištsku a Vsetínsku expresivně neobratného či neschopného člověka. V Mistřicích na Uherskohradištsku se tak označuje podvodník či taškář při karetních hrách. Slovník nespisovné češtiny rozlišuje dva moravské nářeční významy: prvním z nich je zbabělec, srabař, a druhým neúspěšný člověk, kdo dělá jen malé věci, troškař, žabař.
Legendární pražský kněz od svatého Matěje, Jan Machač, původem z Horní Lidče na Vsetínsku, tak prý žertem a v nadsázce označoval své farníky.

## Výroky politiků
V roce 2012 výraz použil středočeský hejtman a poslanec David Rath, když poslanecká sněmovna rozhodovala o jeho vydání k trestnímu stíhání v korupční kauze. „Proti Kubicemu jsem čučkař. Prosím novináře, aby se dojeli podívat do Kunic, kde má pan Kubice a jeho syn luxusní vilu. Kde na to asi vzal? To musí mít vysoký plat.“